# Formosa da Serra Negra
Formosa da Serra Negra est une municipalité brésilienne située dans l'État du Maranhão.